# 阿普 (喬治亞州)
阿普（英語：Arp）是位於美國喬治亞州班克斯縣的一個非建制地區。該地的面積和人口皆未知。

## 地理
阿普的座標為34°18′25″N 83°24′42″W / 34.30694°N 83.41167°W，而該地的平均海拔高度為236米（即774英尺）。